# Лавуа, Анри Мишель
Анри Мишель Лавуа (фр. Henri Michel Lavoix; 19 января 1820, Нан — 23 октября 1892, Париж) — французский библиотекарь и нумизмат. Отец Анри Мари Франсуа Лавуа.
Статьи по нумизматике публиковал с 1851 г., когда была напечатана работа «Замечание о динарах с латинскими надписями, отчеканенными в Испании в 111 год Хиджры» (фр. «Mémoire sur les dinars à légendes latines frappés en Espagne en l’an CXI de l’Hégire»). В 1890—1892 гг. главный хранитель Кабинета медалей Национальной библиотеки Франции. Подготовил каталоги относившихся к Библиотеке нумизматических коллекций монет исламского мира (1887—1892, три тома).
Лавуа также активно выступал в различных газетах в качестве художественного критика, под псевдонимом де Савиньи (фр. de Savigny).